# Аннабелла Моріна
Аннабелла Моріна (раніше — Гончаренко Ганна Володимирівна) — українська краєзнавиця, письменниця, художниця, журналістка та активістка. Засновниця й голова громадського руху «Почайна», який від 2016 року опікується захистом і ревіталізацією (відродженням) історичної річки Почайни. Членкиня Національної спілки краєзнавців України.

## Життєпис
Народилася 28 липня 1977 року в місті Харкові в родині інженерів-програмістів. Закінчила Харківську державну академію культури за спеціальністю «Соціальна педагогіка і психологія».
У 1998—2012 роках працювала журналісткою у різних виданнях, у тому числі з 2005 року — у газеті «Бізнес». Займалася розслідуванням незаконних дій контролюючих, правоохоронних, наглядових органів, а також антикорупційними розслідуваннями, у зв'язку з чим почала використовувати псевдонім. Зокрема, у 2010—2011 роках цикл її розслідувальних публікацій у «Бізнесі» дуже допоміг севастопольським підприємцям у їхній боротьбі проти корупційної системи в Головному управлінні МНС України в м. Севастополь, що була, на їхню думку, організована начальником управління генерал-майором служби цивільного захисту Олександром Недобітковим. Реакція з боку міністерства й Генпрокуратури виникла лише після того, як «Бізнес» вивів конфлікт на загальноукраїнський рівень. Наказом від 22 вересня 2011 року генерала Недобіткова, який на той час займав посаду начальника ГУ МНС в АР Крим, було відправлено у відставку за службовою невідповідністю.
2013—2014 роки присвятила живопису й літературній творчості.
У 2014 році працювала у Верховній Раді України помічницею народної депутатки Олександри Кужель.
2015 року займалася дослідженнями історії Києва, заснувала громадський рух «Почайна». 2016 року з депутатом Київської міської ради Костянтином Богатовим зареєструвала громадську організацію «Громадський рух Почайна».

## Громадська діяльність

### Відродження Почайни
У 2015 році працювала в архівах, систематизувала історичні й картографічні дані про історію Почайни і зміни її русла. Популяризувала інформацію про археологічні розкопки й знахідки на берегах Почайни, а також про долю сім'ї археологів Шовкоплясів (Ганни й Івана), що займалася цими розкопками.
2016 року домоглася офіційного внесення назви Почайна до Реєстру будинків, вулиць та інших поіменованих об'єктів стосовно до річкового русла на ділянці завдовжки приблизно 2,3 км. Цей річковий канал починається від озера Йорданського біля проспекту Степана Бандери і вздовж дамби залізниці тягнеться до затоки Вовкуватої, що є залишками історичної Оболонської затоки — частини Почайни. Для повернення історичної назви всій сучасній водній системі Почайни, до якої також належать шість озер, необхідне рішення Верховної Ради.
2016 року завдяки трьом місяцям протестів і чисельним зверненням у процесі затвердження детального плану території частини Оболонського району русло Почайни врятовано від забудови магістральною дорогою. У детальний план території були додані історичні відомості про Почайну й дані щодо водоохоронної зони об'єкта.
2016 року на березі Почайни прибрано велике сміттєзвалище, вивезено десятки тонн сміття й облаштовано «народний парк» (ще без офіційного статусу). На підпірній стіні від 2 до 4 м заввишки й приблизно 100 м завдовжки група художників під керівництвом і за концепцією Аннабелли Моріної створила мурал — символічну історію Почайни від язичництва до християнства.
2017 року за ініціативою й за підтримки громадського руху «Почайна» приблизно 15 га території вздовж Почайни набули офіційного статусу парку. Автор проектів відповідних рішень Київради № 838/1842 від 10 лютого 2017 р. і № 537/3544 від 28 листопада 2017 р. — депутат Київради Костянтин Богатов, партнер Аннабелли Моріної по громадському руху «Почайна».
Лютий — травень 2017 року. Департамент містобудування та архітектури КМДА разом із громадським рухом «Почайна» провів всеукраїнський архітектурний конкурс на визначення найкращої концепції парку відпочинку «Парк Почайна». Це перший в Україні державний проєкт ревіталізації історичної водойми. У журі взяли участь іноземні експерти, конкурсні роботи надходили з усієї України.
Серпень-вересень 2017 року. На березі затоки Вовкуватої намагаються побудувати багатоповерховий житловий будинок під виглядом будівництва храму УАПЦ. Зробивши власне розслідування, Аннабелла Моріна оприлюднила листа, підписаного предстоятелем УАПЦ митрополитом Макарієм, до Вадима Столара — депутата Київради й директора з розвитку ТОВ «Київоблжитлобуд». Ділянку площею 1 га у парку «Почайна», де було погоджено будівництво храму УАПЦ, митрополит у листі зобов'язується передати ТОВ «Київоблжитлобуд» для будівництва багатоквартирного будинку в обмін на три квартири й «вбудовані приміщення для Церкви» в цьому будинку. Після публікації листа конфлікт набуває широкого розголосу, на каналі 1+1 виходить масштабне розслідування журналіста Сергія Гальченка. УАПЦ і В. М. Столар змушені відмовитися від своїх планів.
Кінець 2017 — початок 2018 років. Аннабелла Моріна разом із вченими, активістами й представниками міської адміністрації долучилася до розробки програмного документа — Водної стратегії міста Києва. Мета реалізації стратегії — збереження водної інфраструктури Києва, поліпшення її екологічного стану, а також поліпшення нормативно-правової бази у сфері використання й охорони водних об'єктів.
2018 року за ініціативою громадського руху «Почайна» станцію київського метрополітену «Петрівка» перейменовано на «Почайну». Аннабелла Моріна також брала участь у декомунізації назв оболонських вулиць, зокрема, запропонувала сучасні назви для вулиць Йорданської та Сім'ї Шовкоплясів.
Зима — весна 2019 року. Ініціювання, координація й постійний контроль проведення підрядною організацією КП «Плесо» на Йорданському озері робіт з його очищення, благоустрою берегів, а також запобігання забруднення стічними водами й незаконними скидами забруднювальних речовин: реконструкція перепускних оголовків і виходів зливової каналізації, розчищення підводної частини периметра озера (5-7 метрів від наявного урізу води) та периметра берега: видалення сухостою, чагарнику, шматків бетону й асфальту, що лишилися в берегах з часів будівництва району Оболонь у 1970-1980-х роках.

### Захист археологічних розкопок на Поштовій площі
Весна — літо 2017 року. Захист розкопок за допомогою інформаційної кампанії на підтримку петиції на сайті міської адміністрації. Співпраця зі ЗМІ по журналістських розслідуваннях щодо обставин будівництва торгового центру під виглядом реконструкції транспортної розв'язки на місці археологічних розкопок і щодо спроб перешкодити розкопкам.
Осінь 2017 року. Завдяки громадському опору будівництво торгового центру зупинено розпорядженням Департаменту охорони культурної спадщини КМДА. Спільно з Департаментом було розроблено план реалізації петиції, що передбачав подальші розкопки й створення музею зі збереженням знахідок на місці, де їх було знайдено.
Осінь 2017 — літо 2018 року. Ініціювання й підтримка розгляду на комісіях і на сесії Київради проекту рішення № 482/4546 (Про забезпечення збереження пам'ятки археології місцевого значення та розміщення музею на ділянці прибережного міського кварталу Середньовічного Києва (XI—XIX ст.) на Поштовій площі в місті Києві), автор — Сергій Гусовський. Рішення прийнято в першому читанні, на друге автор його не виніс.
20 червня 2018 року Київрада приймає альтернативний проєкт — рішення № 964/5028, яке не передбачає розриву інвестиційного договору на будівництво торгового центру. Початок акції протесту на Поштовій площі разом з іншими громадськими організаціями. Аннабелла Моріна оголошує голодний протест і живе в наметі на площі. 5 липня Верховна Рада приймає постанову «Про збереження історико-культурної спадщини на Поштовій площі у місті Києві», якою забороняє продовження будівельних робіт на площі та закликає Кабінет Міністрів надати знахідкам статус пам'ятки національного значення, забезпечити їхнє збереження й створити на Поштовій площі національний музей. Аннабелла Моріна припиняє голодування, що тривало 15 діб.
Початок 2019 року. Розробка разом із науковцями НАН України паспорта об'єкта культурної спадщини «Ділянка прибережного міського кварталу середньовічного Києва» і сприяння проходженню передбачених законодавством процедур для отримання об'єктом статусу пам'ятки археології та історії національного значення. 22 травня 2019 року постановою Кабінету Міністрів України № 410 пам'ятка археології та історії на Поштовій площі набула національного статусу (охоронний номер 260094, площа пам'ятки близько 6000 м²).